# Епархия Эдессы Осроенской (сирокатолическая)
Епархия Эдессы Осроенской (лат. Edessena in Osrhoëne Syrorum) — титулярная епархия Сирийской католической церкви. Епархия вакантна с 1993 года.

## Титулярные епископы
- епископ Dominicus Viator (26.08.1715 — ?);
- епископ Игнатий Дионисий Ефрем Рахмани (2.10.1887 — 1.05.1894) — назначен архиепископом Алеппо;
- епископ Raboula Youssef Bakhache (15.10.1944 — 12.02.1963);
- епископ Grégoire Ephrem Jarjour (1.12.1965 — 15.01.1993);
- вакансия.

## Источник
- Michel Lequien, Oriens christianus in quatuor Patriarchatus digestus, Parigi 1740, Tomo II, coll. 1429—1440  (лат.)
- v. 3. Edesse in Dictionnaire d'Histoire et de Géographie ecclésiastiques, vol. XIV, Parigi 1960, coll. 1424-1430  (фр.)